# Verachthonius laticeps
Verachthonius laticeps är en kvalsterart som först beskrevs av Karl Strenzke 1951.  Verachthonius laticeps ingår i släktet Verachthonius och familjen Brachychthoniidae. Inga underarter finns listade i Catalogue of Life.